# Lillesjön (Bredareds socken, Västergötland)
Lillesjön är en sjö i Borås kommun i Västergötland och ingår i Göta älvs huvudavrinningsområde.